# Sukuma

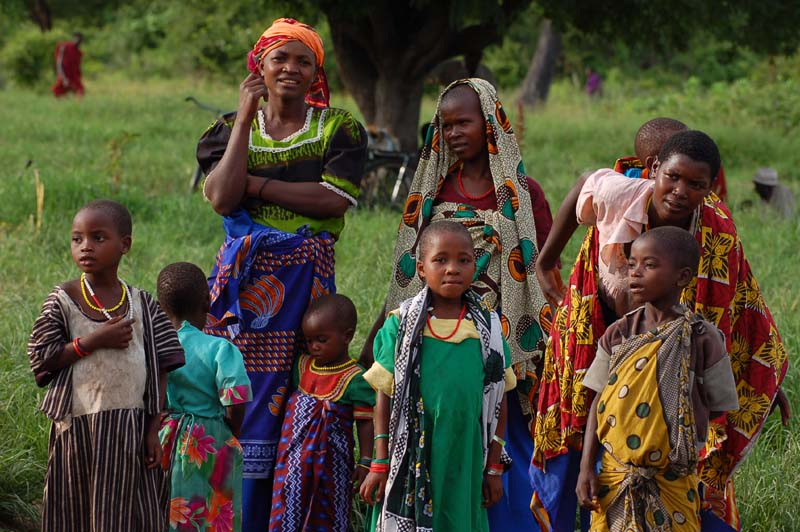
Sukuma-Frauen und Kinder in Tansania

Das Volk der Sukuma (in der Sprache Sukuma Plural Basukuma,  Singular Nsukuma; Swahili Plural Wasukuma) hat sein Siedlungsgebiet am Südufer des Victoriasees in Tansania. Hier leben etwa drei Millionen Menschen. Die Sukuma sind eine der größten Volksgruppen in Tansania, sie stellen etwa 13 Prozent der Gesamtbevölkerung. Es besteht eine Verwandtschaft mit dem Volk der Nyamwezi. Ein wichtiges Zentrum der Sukuma ist Mwanza.

## Sprache
Die Sukuma sprechen die gleichnamige Bantusprache Sukuma (Sukuma und Swahili Kisukuma). Es gibt etwa 5,4 Millionen L1-Sprecher. Sukuma wird mit dem lateinischen Schriftsystem geschrieben.

## Wirtschaft
Die Sukuma betreiben überwiegend Ackerbau, Fischfang und Viehzucht.